# Joseph Franz Keiffenheim
Joseph Franz Keiffenheim (* 17. März 1793 in Niederbreisig; † zwischen 1850 und 1889 ebenda)  war ein deutscher Ortsbürgermeister in Cochem und als Kreisdeputierter 1841 Landrat im Kreis Cochem.

## Leben
Joseph Franz war der jüngere Sohn der Eheleute Henricus Ludovicus Keiffenheim und Maria Clara  geb. Berghausen aus Niederbreisig am Rhein. Sein älterer Bruder war der 1788 geborene Philippus Keiffenheim. Seine Laufbahn begann er 1806 als Gerichtsschreiber und Sekretär in der Cochemer Mairie unter Bürgermeister Peter Franz Oster. Als dieser 1816 zum Landrat des Kreises Cochem berufen wurde, stieg Joseph Franz Keiffenheim zum Bürgermeister in Cochem auf. Dieses Amt bekleidete er dann bis 1848. Bevor Hugo Schönberger am 18. November 1841 Landrat im Kreis Cochem wurde, versah Keiffenheim zwischenzeitlich vom 1. März bis 1. Mai 1841 als Kreisdeputierter die Verwaltung des Kreis Cochem. Bedingt durch die Unruhen in Cochem wurde das Bürgermeisteramt kommissarisch vom Amtsvorsteher Naeher verwaltet. 1850 kam dann mit Hermann Corell ein neuer tatkräftiger Stadtbürgermeister, der das Amt in Cochem bis 1873 leitete. 
Der Sohn von Joseph Franz Keiffenheim und seiner Frau Ursula Meesen, Hugo Keiffenheim, kam am 27. Juli 1818 in Cochem zur Welt. Dieser wurde später Politiker und Abgeordneter. 
Bedingt durch eine Missernte im Jahre 1846 ließ Bürgermeister Keiffenheim eine öffentliche Suppenküche einrichten, um die größte Not der Mitbürger zu lindern. Als der Berliner Aufstand vom 18. März 1848 auch in Cochem seinen Anklang fand, kam es in der Folge zu einigen Unruhen in der Stadt. Hugo Keiffenheim, der Sohn des Bürgermeisters, gründete bereits am 20. März einen Schützenverein. Dieser Schützenverein, zum Schutz von Eigentum gegründet, machte sich stattdessen auf den Weg zur Winneburg, um das Wappen der unbeliebten Fürstenfamilie Metternich herunterzureißen. Unter anderem trug dieser Vorfall maßgeblich dazu bei, dass sich Bürgermeister Keiffenheim veranlasst sah, am 22. März 1848 im Rathaus in Cochem eine Bürgersicherheitswache zu gründen, welche man auch „Bürgergarde“ oder „Bürgerwehr“ nannte. Unterstützend fand am 25. März 1848 eine große Kundgebung auf der Herrenwiese im Bereich des heutigen Briederwegs in Cochem statt, bei der jeder Mitglied im Bürgerschutzverein werden konnte.